# Sociare
Sociare is de Vlaamse werkgeversfederatie voor de socioculturele sector. Het vertegenwoordigt 800 werkgevers die tot het paritair comité 329.01 of 329.03 behoren. De organisatie ondersteunt deze werkgevers door advies, belangenbehartiging, vorming en netwerking. Ze is ook de representatieve gesprekspartner in het sociaal overleg met de vakbonden en de Vlaamse Regering. Sociare is als werkgeversfederatie aangesloten bij Verso, de Vereniging voor Social-Profit Ondernemingen.